# Уан-Зо-Ли, Владимир Валентинович
Влади́мир Валенти́нович Уан-Зо-Ли (18 (31) октября 1909, Иркутск, Российская империя — 16 августа 1998, Москва, Россия) — советский артист цирка, киноактёр. Получил известность как артист, сыгравший роль чанкайшистского военачальника Гао в фильме «Ч. П. — Чрезвычайное происшествие».

## Биография

### Происхождение
Владимир Уан-Зо-Ли родился 18 (31) октября 1909 года в Иркутске в семье врача. По национальности — китаец. Ещё в детстве переехал в Москву, в 1926 году окончил Государственную студию киноискусства, и в следующем году впервые появился на арене цирка. 

### Артистическая карьера
Работал в составе китайской цирковой труппы «Лю Кум Хай», после её выезда из СССР — с братом Сергеем (жонглирование). Впервые появился на арене в 1927 году вместе со старшим братом Сергеем Уан-Тен-Тау (1908—1979) в составе цирковой труппы «Лю Кум Хай». Жонглёр тарелками и трезубцами, эквилибрист, фокусник, акробат. В 1931 году совместно с братом поставили парный воздушный номер «Ресторан в воздухе»: раскачиваясь на собственных волосах, они пили и ели. В 1940 году поставил «Китайский номер», в котором сложное жонглирование сочеталось с прыжками через кольцо с ножами. Другие номера: «Художник-моменталист» — моментальные шаржи на зрителей, и «Музыкант» — игра на кларнете и пиле.
Участник Великой Отечественной войны, дважды был ранен (в 1942 и 1944 годах). За проявленное мужество его наградили медалью «За оборону Москвы» и орденами Отечественной войны I и II степени. На протяжении почти всей войны выступал в концертных фронтовых бригадах, в том числе вместе с певицей Лидией Руслановой.
В 1937 году впервые сыграл небольшую роль в кино, но в дальнейшем снимался очень редко, стал заметно востребован с начала 1970-х. Из-за характерной внешности Владимир Уан-Зо-Ли в кино появлялся в эпизодических ролях, играя китайцев, японцев, монголов и представителей иных азиатских наций, чаще всего отрицательных персонажей.
После войны был принят на работу в Москонцерт, где и проработал до 1984 года, когда ушёл на пенсию.
Владимир Уан-Зо-Ли пытался привить любовь к цирку и своему сыну, Александру, но тот, повыступав некоторое время с отцом, предпочёл карьеру саксофониста.
Скончался 16 августа 1998 года в своей московской квартире от осложнений аденомы предстательной железы. Похоронен на Ваганьковском кладбище (участок № 34) вместе с родителями, сестрой и братом.

## Фильмография
| Год  |   | Название                                      | Роль                                                       |
| ---- | - | --------------------------------------------- | ---------------------------------------------------------- |
| 1937 | ф | Ущелье Аламасов                               | артист китайского балагана                                 |
| 1946 | ф | Крейсер «Варяг»                               | Имя персонажа не указано                                   |
| 1958 | ф | Ч. П. — Чрезвычайное происшествие             | Гао                                                        |
| 1962 | ф | Большая дорога                                | революционер                                               |
| 1963 | ф | Генерал и маргаритки                          | бармен (в титрах указан как Владимир Ван)                  |
| 1967 | ф | Сергей Лазо                                   | Янагаки, японский генерал                                  |
| 1971 | ф | Джентльмены удачи                             | начальник колонии                                          |
| 1971 | ф | Слушайте на той стороне                       | Сатоми                                                     |
| 1972 | ф | Цирк зажигает огни                            | Пижаяма                                                    |
| 1973 | ф | Высокое звание (1 фильм)                      | японец                                                     |
| 1973 | ф | И на Тихом океане…                            | Син-Бин-У                                                  |
| 1974 | с | Хождение по мукам                             | игрок на пиле (в 1-й серии) и шпагоглотатель (в 4-й серии) |
| 1978 | ф | Молодость (киноальманах, новелла «Ангел мой») | эпизод                                                     |
| 1978 | ф | Поговорим, брат…                              | дедушка Пак, японский шпион                                |
| 1979 | ф | Опасные друзья                                | таёжник                                                    |
| 1980 | ф | Гражданин Лёшка                               | музыкант (в титрах не указан)                              |
| 1981 | ф | Против течения                                | эпизод                                                     |
| 1982 | ф | Владивосток, год 1918                         | Гайсен                                                     |
| 1982 | ф | Государственная граница. Восточный рубеж      | хозяин ювелирного магазина                                 |
| 1982 | ф | Приказ: перейти границу                       | пастух, пособник японцев                                   |
| 1982 | ф | Срочно… Секретно… Губчека                     | кабатчик                                                   |
| 1983 | ф | Аукцион                                       | участник аукциона                                          |
| 1985 | ф | Русь изначальная                              | эпизод                                                     |
| 1986 | ф | Крик дельфина                                 | парикмахер                                                 |
| 1986 | ф | Конец света с последующим симпозиумом         | лакей Баретта (в титрах не указан)                         |
| 1991 | ф | Линия смерти                                  | партнёр Луковецкого в ресторане                            |
| 1991 | ф | Номер «люкс» для генерала с девочкой          | эпизод                                                     |
| 1993 | ф | Сердца трёх                                   | И-Пын, китаец, торговец секретами                          |
| 1996 | ф | Ермак                                         | остяк                                                      |

## Награды
- Орден Отечественной войны I степени[2]
- Орден Отечественной войны II степени (1944)[3]
- Медаль «За оборону Москвы»[3]